# 1494 a tudományban
Az 1494. év a tudományban és a technikában.

## Események
- Az Aberdeeni Egyetem alapítása.

## Születések
- március 24. – Agricola német tudós († 1555)
- december 20. - Oronce Finé matematikus, geográfus († 1555).